# 広島県立倉橋高等学校
広島県立倉橋高等学校（ひろしまけんりつくらはしこうとうがっこう）は、広島県呉市倉橋町にあった県立高校。
過疎化が深刻なため、2006年3月で閉校した。

## 沿革
- 1952年　広島県音戸高等学校倉橋西分校（定時制）として開校
- 1953年　広島県音戸高等学校倉橋東分校（定時制）も開校
- 1956年　倉橋東分校及び倉橋西分校を統合し広島県音戸高等学校倉橋分校となる。 
  - （倉橋東分校は東分教場、倉橋西分校は西分教場となる）
- 1962年　倉橋西分教場生徒募集停止
- 1963年　定時制の生徒募集を停止（1966年廃止）、全日制普通科を設置
- 1972年　現在地に移転
- 1975年　分離独立し広島県立倉橋高等学校となる
- 2004年　生徒募集を停止
- 2006年　閉校、広島県立音戸高等学校へ統合

## 学科
- 普通科